# Volcán Batea Mahuida
Batea Mahuida es un cerro ubicado en el límite entre Argentina y Chile. Debe su nombre al hecho de que es una meseta con forma de "batea" invertida; y "mahuida" (originalmente "mawida"), que significa montaña en mapudungun, lenguaje del pueblo mapuche. En síntesis: "montaña con forma de batea". 
Está localizado en el Departamento Aluminé, en la provincia de Neuquén en el lado argentino, a 370 km de la ciudad capital, Neuquén y en la provincia de Malleco en la IX Región de la Araucanía en el lado chileno, a 135 km de la ciudad capital regional, Temuco. 
En su centro hay una laguna y desde la cumbre la cual se halla a 1.948 m s. n. m. se pueden ver los volcanes chilenos Sierra Velluda, Callaqui y Copahue (ubicados en la región del Biobio y el tercero compartido con Argentina, en la Provincia de Neuquén), y los volcanes Villarrica, Llaima, Lonquimay, Sierra Nevada y Lanín (de la región de la Araucanía y el último compartido con Argentina, en la provincia de Neuquén). También se pueden observar los lagos y lagunas cercanas, como el Moquehue y el Aluminé en Argentina y Galletué e Icalma en Chile.  
En invierno tiene abundante nieve y es ideal para realizar esquí de travesía. Ello ha motivado que por el lado argentino exista un pequeño centro de esquí en la comunidad de Puel.
Tiene fácil acceso tanto desde la localidad chilena de Icalma (11 km) y desde la localidad argentina de Villa Pehuenia (10 km).

## Galería de imágenes
|                                      |
| Villa Pehuenia, volcán Batea Mahuida |

|                                         |
| Batea Mahuida (Departamento de Alumine) |

|                                 |
| Cráter del Volcán Batea Mahuida |